# Torbert Escarpment
Il Torbert Escarpment (in lingua inglese: Scarpata Torbert) è una scarpata lunga 28 km che delimita l'estremità occidentale del Median Snowfield, nel Neptune Range, che fa parte dei Monti Pensacola in Antartide.
La scarpata è stata mappata dall'United States Geological Survey (USGS) sulla base di rilevazioni e foto aeree scattate dalla U.S. Navy nel periodo 1956-66.
La denominazione è stata assegnata dall'Advisory Committee on Antarctic Names (US-ACAN) in relazione al Monte Torbert, l'importante elemento geografico che si staglia lungo il suo bordo.